# Wait for Sleep
Pistes de Images and Words
Under a Glass Moon
(6) Learning to Live
(8)
Wait For Sleep est la septième chanson de l'album Images And Words du groupe de metal progressif Dream Theater. C'est une des neuf chansons dont les paroles ont été écrites par Kevin Moore.

## Apparitions
1. Images And Words (Album) (1992)
2. Images and Words: Live in Tokyo (VHS Live) (1994)
3. Live in Tokyo / 5 Years in a LIVEtime (DVD Live) (2004)
4. Live at Luna Park (Album Live) (2013)

## Faits divers
- C'est la plus courte chanson de l'album, elle qui dure 2:31.
- Le titre de l'album, Images And Words, est extrait des paroles de ce morceau.
- La chanson composée simplement de James LaBrie accompagné au piano par Kevin, est rarement jouée en spectacle depuis le départ de Moore, puisque le groupe juge que la chanson appartient plus au claviériste qu'au groupe. Space Dye-Vest est également considérée comme unique travail du claviériste. Malgré tout, la chanson a été jouée en acoustique quelques fois et la version originale très rarement.

## Personnel
- James LaBrie - chant
- Kevin Moore - claviers